# Zawrót

Immelmann

Zawrót, zawrót Immelmanna, immelmann, immelman, imelman półpętla z obrotem – figura pilotażu mająca na celu szybką zmianę wysokości i kierunku lotu. Nazwa jej pochodzi od nazwiska niemieckiego pilota myśliwskiego z I wojny światowej, myśliwskiego asa, Maksa Immelmanna, który pierwszy tę figurę wykonał w 1916 roku.
Polega ona na zmianie kierunku lotu o 180° z jednoczesnym nabraniem wysokości. Ważne jest wykonanie – składa się ono z połowy pętli i (w drugiej kolejności) połowy beczki, przy czym beczkę (ściślej – półbeczkę) pilot wykonuje w skrajnie górnym położeniu pętli. Sterowanie polega na ściągnięciu drążka sterowego i sprzężonego z nim steru wysokości, a następnie użyciu lotek (beczka powolna) bądź rzadziej steru wysokości (beczka szybka). Warunkiem prawidłowego wykonania zawrotu jest odpowiedni zasób energii w momencie rozpoczynania manewru (prędkość), oraz duży ciąg zespołu napędowego.
Przeciążenie jest największe w momencie wprowadzania maszyny do tej figury i jej kończenia.
Zwrot może wykonać przystosowany do tego samolot, szybowiec, a nawet niektóre śmigłowce.